# Pandemia de COVID-19 en Aruba
Los primeros dos casos de la Pandemia de COVID-19 en Aruba ocurrieron el 13 de marzo del 2020, para el 29 de mayo, todos lo casos se recuperadon, el 29 de junio se confirmadon dos casos.

## Antecedentes
El 12 de enero de 2020, la Organización Mundial de la Salud (OMS) confirmó que un nuevo coronavirus fue la causa de una enfermedad respiratoria en un grupo de personas en la ciudad de Wuhan, provincia de Hubei, China, que se informó a la OMS el 31 de diciembre de 2019.
La tasa de letalidad por COVID-19 ha sido mucho más baja que la del SARS de 2003,  pero la transmisión ha sido significativamente mayor, con un número total de muertes significativo.

## Cronología

### Marzo de 2020
13 de marzo de 2020 - La primera ministra Evelyn Wever-Croes anunció los dos primeros casos confirmados de coronavirus en la isla.  Como resultado, el país restringió la entrada de todas las personas procedentes de Europa por vía aérea y marítima, a partir del 15 de marzo y en vigor hasta el 31 de marzo, con la excepción de los ciudadanos de Aruba.  También suspendieron las clases de las escuelas públicas y privadas durante la semana del 16 de marzo, así como todas las reuniones públicas a gran escala.
15 de marzo de 2020 - Aproximadamente a las 8 p. m. AST, la primera ministra de Aruba, Evelyn Wever-Croes, anunció que habría un bloqueo en todos los viajes internacionales entrantes que comenzarían a la medianoche del 16 de marzo de 2020 y finalizarían el 31 de marzo de 2020. Una excepción a este bloqueo de viajes entrantes sería concedida a los residentes de Aruba. También se instituiría una advertencia de viaje para los residentes, desaconsejando los viajes de ida en este momento. A la fecha, Aruba tenía dos casos confirmados de coronavirus. Es importante tener en cuenta que este bloqueo no se aplica a los viajes de salida de los viajeros internacionales que se encuentran actualmente en Aruba; podrán tomar su vuelo de regreso a casa.
16 de marzo de 2020: se informó del tercer caso del coronavirus, un médico que recientemente viajó a Nueva York para sus vacaciones. No mostró ningún síntoma, pero se le hizo la prueba y los resultados de la prueba mostraron que era positiva para el virus.
17 de marzo de 2020: se anuncia el cuarto caso de coronavirus. La persona que dio positivo por el coronavirus es un turista.
20 de marzo de 2020: se anuncia el quinto caso de coronavirus. El paciente es un empleado del aeropuerto, que regresó de Nueva York, donde se encontraba de vacaciones. Esto se descubrió un día después de que hubo una protesta pública por la falta de medidas en el aeropuerto para proteger a los empleados contra el contagio.
21 de marzo de 2020: se han anunciado tres casos más, lo que eleva el total a ocho. Se trata de dos personas de fuera de Aruba (una de Nueva York y otra de Miami). El tercer caso es posiblemente el primer caso transmitido localmente.
22 de marzo de 2020: ahora se sabe que un noveno caso es un empleado de CMB, que había regresado de un viaje a EE. UU. Ha estado trabajando relativamente poco tiempo y no ha tenido contacto con los clientes. CMB ha cerrado la sucursal hasta nuevo aviso.
23 de marzo de 2020: se han anunciado nuevamente tres casos más. Son dos casos de transmisión local y uno traído a Aruba desde Colombia.
24 de marzo de 2020: se notifican cinco casos nuevos, lo que eleva el total a 17 ahora. Aunque esto parece un gran salto, las pruebas se han incrementado de 20 personas a 40 por día. De estos 5 casos, 3 se transmiten localmente.

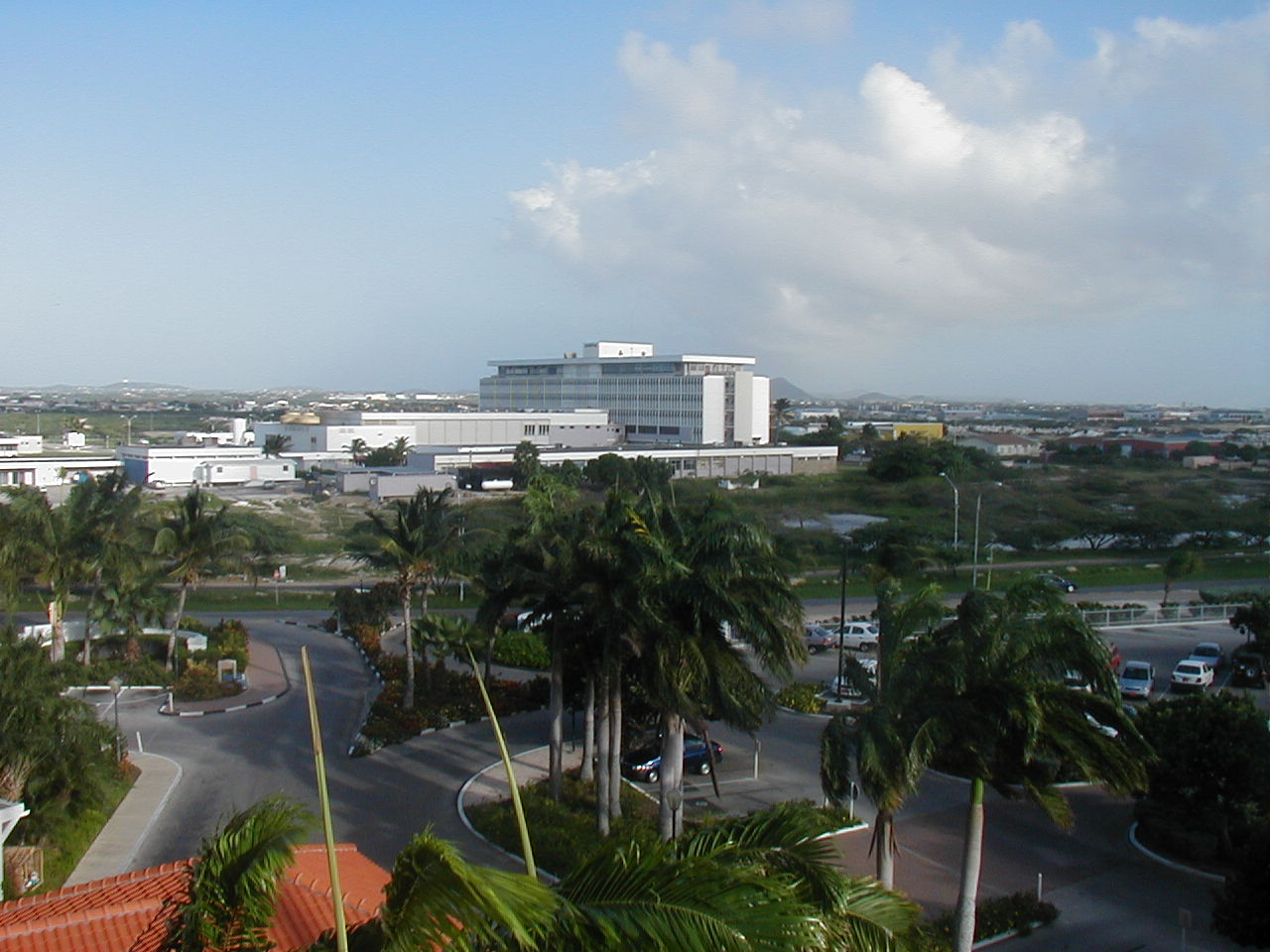
Hospital Dr. Horacio E. Oduber(2003)

25 de marzo de 2020: solo se informan dos casos nuevos, un total de 19. Es posible que este sea el efecto de las medidas drásticas que se tomaron a principios de este mes, como el toque de queda en curso. Se trata de un caso importado de Colombia y un caso transmitido localmente.
26 de marzo de 2020: se notifican nueve casos nuevos, un total de 28. Esto probablemente esté relacionado con el aumento de las pruebas, que ahora se ha duplicado (de 50 por día a 100 por día). Varios casos son empleados de Respaldo, el instituto de salud mental de Aruba, que se encuentra cerca del hospital.
27 de marzo de 2020: se informan cinco nuevos casos en este día, lo que eleva la isla a 33 casos. Todos esos son casos de transmisión local, y uno de los que trabajan en Respaldo, donde las personas se infectaron un día antes.
28 de marzo de 2020: se han notificado 13 nuevos casos, el más alto hasta la fecha, con un total actual de 46. Aún no se tiene constancia del origen de estos nuevos casos.
29 de marzo de 2020: solo 4 casos nuevos este día (50 en total). Una posible causa es el efecto de las medidas públicas que comenzaron el 15 de marzo. Inicialmente, el número se estableció en 6 casos, pero dos de ellos parecían ser falsos positivos.
31 de marzo de 2020: desafortunadamente, otro aumento de 5 casos (total 55). Cuatro pacientes se encuentran hospitalizados, de los cuales uno en la unidad de cuidados medios y uno en la unidad de cuidados intensivos.

### Abril de 2020
2 de abril de 2020: se notifican 5 casos nuevos, por un total de 60 ahora. 
3 de abril de 2020: se han notificado 2 nuevos casos, por un total de 62 ahora. Nueve pacientes están hospitalizados. 
4 de abril de 2020: Nuevamente, solo se han informado 2 casos nuevos, que suman 64 ahora. El rumor de que se habían encontrado más de 40 casos en Savaneta fue rápidamente desacreditado por los servicios nacionales de salud (DVG).
6 de abril de 2020: se han notificado 7 nuevos casos. Hasta el momento se han realizado las pruebas a 910 personas, de las cuales 838 han resultado negativas, quedando un resultado pendiente. 
7 de abril de 2020: 3 casos nuevos, con lo que el total ahora es 74. 14 personas se han recuperado, por lo que el número total de casos activos es 60. 
El Ministerio del Interior y Relaciones del Reino de los Países Bajos declaró que las seis islas (Aruba, Bonaire, Curazao, Saba, Sint-Eustatius, Sint Maarten) cooperar estrechamente para garantizar la atención médica esencial y que el gobierno holandés está negociando con Colombia para obtener atención especializada. 
Aruban DJ Sha King Arrindell murió en la ciudad de Nueva York por COVID-19 a la edad de 34 años. 
8 de abril de 2020: 3 casos nuevos, lo que eleva el total a 77 ahora. No ha habido nuevas recuperaciones, por lo que el número de casos activos es 63. 

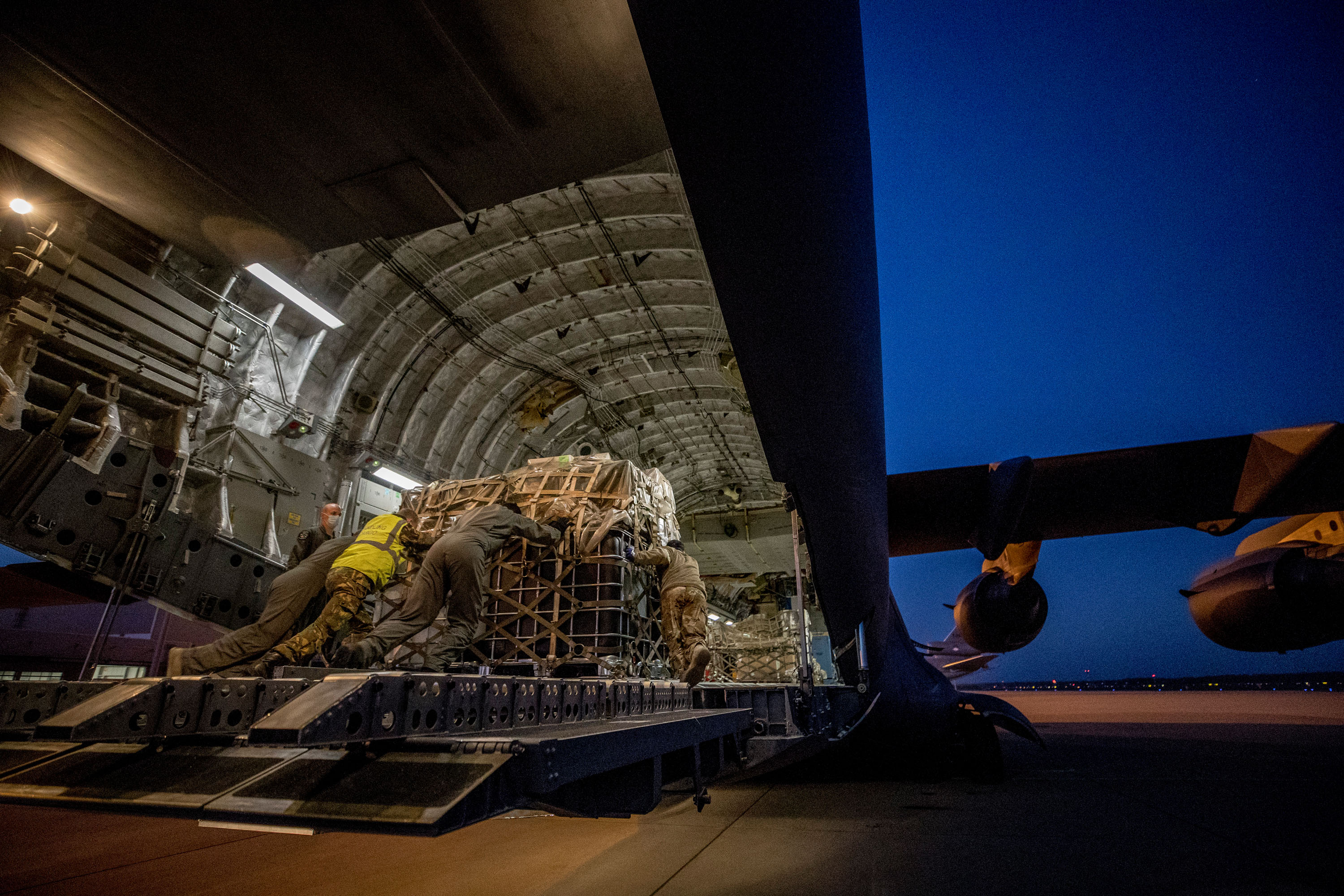
Envío médico a SInt Marten

Fitch Ratings rebajó Aruba a BB (sin inversión) debido a la falta de ingresos esperada del turismo y el aumento esperado de la deuda. 
9 de abril de 2020: 5 casos nuevos, lo que eleva el total a 82 ahora. Ha habido 6 nuevas recuperaciones, por lo tanto, el número de casos activos es 62.  Estados Unidos anunció un vuelo de repatriación para los estadounidenses varados. 
10 de abril de 2020: 4 casos más dan positivo y ha habido 5 recuperaciones más. El número actual de casos activos es de 59. Hasta el momento, se han examinado 1.058 personas. 
El gobierno holandés está transportando respiradores, medicamentos y equipos de protección a Aruba, Bonaire y Curazao . El envío contendrá 12 camas de UCI para Aruba. 
11 de abril de 2020: 4 casos más que elevan el total a 92 y 2 recuperaciones más. El número actual de casos activos es ahora de 63. 
Aruba está decepcionada con la ayuda de emergencia de los Países Bajos. Aruba puede pedir prestados unos 21 millones de euros, pero había pedido 200 millones de euros. La primera ministra Croes dijo que apreciaba el préstamo, pero no estaba de acuerdo, porque la isla depende en gran medida del turismo. 
12 de abril de 2020: no hay nuevos casos, 3 recuperaciones más, lo que eleva el número de casos activos a 60. 
13 de abril de 2020: el Hospital Dr. Horacio E. Oduber , el único hospital en Aruba, que originalmente tenía 6 camas de UCI ya había aumentado su capacidad a 21, y ahora cuenta con 33 camas de UCI.  Actualmente hay tres pacientes en la UCI. 
14 de abril de 2020: un peluquero que ha sido hospitalizado y se encuentra en cuidados intensivos ha dado positivo. 
15 de abril de 2020: Aruba anuncia la primera muerte relacionada con COVID-19.  Actualmente hay 93 casos y 39 recuperaciones.  Se ha anunciado una segunda muerte. La persona se enfermó y debía ser examinada al día siguiente, pero murió antes de la prueba. El resultado ha sido confirmado póstumamente. 
17 de abril de 2020: la primera ministra Evelyn Wever dijo que debido a la pandemia de COVID-19, Aruba se encuentra en una grave crisis económica y que no hay garantía de que los salarios de los funcionarios públicos puedan pagarse durante los próximos tres meses. Por lo tanto, habrá un recorte salarial del 15% en todos los ámbitos. El recorte se ha revisado al 12,6% para los funcionarios públicos, al 20% para los ministros, titulares de cargos, asesores y directores, y al 4,5% para los pensionados de la APFA.
19 de abril de 2020: se solicita a los migrantes legales e ilegales que están varados en Aruba y no pueden pagar la repatriación que se registren para la repatriación voluntaria. 
23 de abril de 2020: 21 de los 35 trabajadores de la salud estadounidenses contratados han llegado a Aruba. Se les hará la prueba y se aislarán durante 7 días, después de lo cual comenzarán a trabajar en el Hospital Dr. Horacio E. Oduber. 
24 de abril de 2020: se confirmó que uno de los trabajadores de la salud contratados dio positivo por COVID-19. Inmediatamente todo el equipo fue enviado de regreso a Estados Unidos. 
28 de abril de 2020: el consulado de EE. UU. Ha organizado un vuelo de repatriación el 10 de mayo para ciudadanos estadounidenses varados en Aruba, Bonaire y Curazao. El avión partirá del Aeropuerto Internacional Queen Beatrix en Aruba y se dirigirá al Aeropuerto Internacional de Hollywood en Fort Lauderdale . 
29 de abril de 2020: se aprobó en el Parlamento el presupuesto para 2020 y se añadió un suplemento que reduce los sueldos en un 25% hasta finales de 2020 
30 de abril de 2020: las escuelas no volverán a abrir el 11 de mayo.

### Mayo de 2020
1 de mayo de 2020: el gobierno holandés aprobó un rescate 'suave' de 49,5 millones de florines (± 27,6 millones de dólares) para Aruba, que tuvo que reembolsarse en dos años sin intereses. 
7 de mayo de 2020: se anunció la tercera muerte. Se trata de un hombre de 70 años. 
12 de mayo de 2020: miles de familias en Aruba dependen de la ayuda alimentaria. Jandino Asporaat , el personaje de televisión nacido en Curazao, había recaudado más de 1 millón de euros para ayuda alimentaria en Curazao, Aruba y Sint Maarten. 
17 de mayo de 2020: la primera ministra Evelyn Wever-Croes había aceptado la condición impuesta por el gobierno holandés para el préstamo blando de 113,3 millones de florines (± 58 millones de euros). 
29 de mayo de 2020: todos los casos fueron recuperados.

### Junio de 2020
29 de junio de 2020: se han descubierto dos nuevos casos.

### Agosto de 2020
5 de agosto de 2020: hubo un aumento dramático en los casos activos después de que se descubrieron 39 casos de propagación comunitaria.
8 de agosto de 2020: se ha descubierto un número récord de nuevos casos. Ya no se permiten grupos de más de 4 personas y todos deben permanecer adentro si es posible.

## Medidas públicas
15 de marzo de 2020: se decidió cerrar las escuelas para la semana del 16 al 20 de marzo. En realidad, esto solo sería el cierre de dos días escolares adicionales, ya que los días 18, 19 y 20 ya estaban cerrados en lugar del feriado nacional (Día de la Bandera de Aruba, 18 de marzo). El 17 de marzo se amplió hasta finales de marzo. Se pide a las escuelas que elaboren un plan de educación en línea para minimizar el impacto.
15 de marzo de 2020: entrada restringida de todas las personas procedentes de Europa por vía aérea y marítima.  El 16 de marzo, se amplió a todos los viajes internacionales. 
19 de marzo de 2020: a partir del 21 de marzo de 2020 se estableció un toque de queda indefinido, desde las 9 p. m. hasta las 6 a. m. todos los días. Las infracciones se pueden cumplir con multas de hasta 10.000 AWG (más de 5000 dólares estadounidenses). Además, todas las tiendas deben estar cerradas a las 20:00 todos los días.  El país está en "bloqueo", lo que significa que todo viaje de personas a la isla está prohibido. Todavía se permite el aterrizaje de aviones vacíos para llevar a personas, por ejemplo turistas, fuera de la isla para regresar a casa. 
24 de marzo de 2020: se instituyó una lista de precios máximos para los productos esenciales. 
25 de marzo de 2020: después de que se estableció el toque de queda, los periodistas se manifestaron en contra de esta decisión y escribieron cartas a organizaciones internacionales en busca de apoyo, que también recibieron. La indignación se debió a que un reportero de la televisión holandesa fue arrestado y multado con 1.000 florines el 23 de marzo por no respetar el toque de queda.  el primer ministro declaró que la prensa podrá salir a las calles durante el toque de queda, pero que solo se asignarán 3 miembros de la prensa designados, que deberían estar listos para ser detenidos por la policía e identificarse debidamente como miembros de la prensa. 
26 de marzo de 2020: a partir del domingo 29 de marzo, estará activa una orden obligatoria de 'refugio en el lugar', lo que significa que nadie puede salir de la casa para nada que no sean las actividades más esenciales, como la compra y las visitas al médico. También se permitirán los deportes, siempre que las personas mantengan la distancia, ya que esto es esencial para la salud general. Este orden se mantendrá durante al menos dos semanas. 
7 de abril de 2020: el gobierno de Aruba refuerza el refugio actual para el fin de semana de Pascua. El cambio afecta al Viernes Santo y al Domingo de Resurrección . En estos días, todos los negocios estarán cerrados, con la excepción del servicio de comida para llevar en restaurantes, delivery, gasolineras, médicos y farmacias. Además, no está permitido ir a la playa y la prohibición de reuniones de 4 o más personas. Solo se permiten grupos de un máximo de tres y todos deben vivir bajo un mismo techo.
27 de abril de 2020: a partir del martes 29 de abril se modificará el toque de queda. El toque de queda se establecerá desde las 10 p. m. (una hora más tarde) hasta las 5 a. m. (una hora antes). 
1 de mayo de 2020: a partir del 4 de mayo, se reabrirán las empresas y los servicios, como se indica en el siguiente calendario. 
4 de mayo de 2020 - 17 de mayo de 2020: se pueden abrir determinados comercios, con la restricción de tener un máximo de 15 personas dentro de las instalaciones, incluido el personal.
18 de mayo de 2020 - 31 de mayo de 2020: las empresas pueden abrir con un máximo de 50 personas dentro de las instalaciones.
1 de junio de 2020 - 14 de junio de 2020: las empresas pueden abrir con un máximo de 125 personas dentro de las instalaciones.
15 de junio de 2020 - en adelante: las restricciones (si las hubiera) se definirán más adelante.